# Vicesima hereditatium

La vicesima hereditatium est un impôt sur les successions institué par l'empereur Auguste en 6 apr. J.-C. pour alimenter l’aerarium militare (sorte de caisse de retraite des vétérans de l'armée, devenue une armée de métier). Il consiste en un prélèvement du vingtième (5 %) sur certaines successions.

## Histoire
Auguste ressent la nécessité d'établir un système pérenne pour assurer une retraite aux vétérans des légions et de la garde prétorienne ; les distributions de terres pratiquées à grande échelle par les grands chefs militaires de la fin de la République ne sont plus une solution adaptée. Il crée en 6 apr. J.-C. l’aerarium militare dont le rôle est de verser une pension (praemia militiae) aux vétérans. Pour financer cette caisse, il affecte un montant important provenant de sa cassette personnelle et institue par la lex Julia de vicesima hereditatium un impôt du vingtième sur les successions et les legs.
La vicesima hereditatium est une innovation, car il n'existait pas d'impôt sur les successions sous la République. Lorsque la succession était recueillie par les ascendants ou descendants du défunt, la taxe n'était pas perçue. Elle n'était exigée qu'au-dessus d'une certaine valeur de l'héritage, mais on ne possède pas d'indications précises sur cette limite.
L'impôt ne s'appliquait qu'aux citoyens romains. Caracalla, en généralisant la citoyenneté romaine à tous les hommes libres de l'Empire (Édit de Caracalla de 212), élargit considérablement l'assiette de cet impôt ; il le porte en outre au dixième (decima). Macrin rétablit le taux au vingtième.
Cet impôt disparaît sous le Bas-Empire, peut-être sous Constantin ; en tout cas, à l'époque de Justinien, il n'existe plus.
L'impôt était levé par des procurateurs spécialisés (bien connus grâce aux inscriptions), les procuratores XX hereditatium ou procuratores ad vectigal XX heredit. ; ces derniers, jusqu'à la réforme de Trajan, en affermaient souvent le recouvrement à des publicains.